# Кожевников, Виктор Леонидович
Виктор Леонидович Кожевников (род. 1952) — советский и российский учёный, специалист в области термодинамики, академик РАН (2016).

## Биография
Родился 7 июля 1952 года.
В 1975 году — окончил физико-технический факультет Уральского политехнического института.
После окончания ВУЗа был распределен в Институт металлургии УНЦ, где работал в лаборатории электротермии восстановительных процессов, затем работал в Институте физики металлов в лаборатории теории твердого тела.
С 1977 года — работает в лаборатории оксидных систем Института химии УНЦ (в настоящее время — Институт химии твёрдого тела УрО РАН (ИХТТ)), и являлся его директором до 2018 г..
В 1984 году — защитил кандидатскую, а в 2000 году — докторскую диссертацию.
В 2006 году — избран членом-корреспондентом РАН.
В 2016 году — избран академиком РАН.

## Научная и общественная деятельность
Ведет исследования в области изучения дефектной структуры, высокотемпературной термодинамики и явлений переноса в сложных оксидах переходных металлов.
Член специализированного диссертационного совета при ИХТТ, член редколлегии журналов «Физика и химия стекла» и «Химические технологии».
Автор более 300 научных работ.